# Hugo Lindo

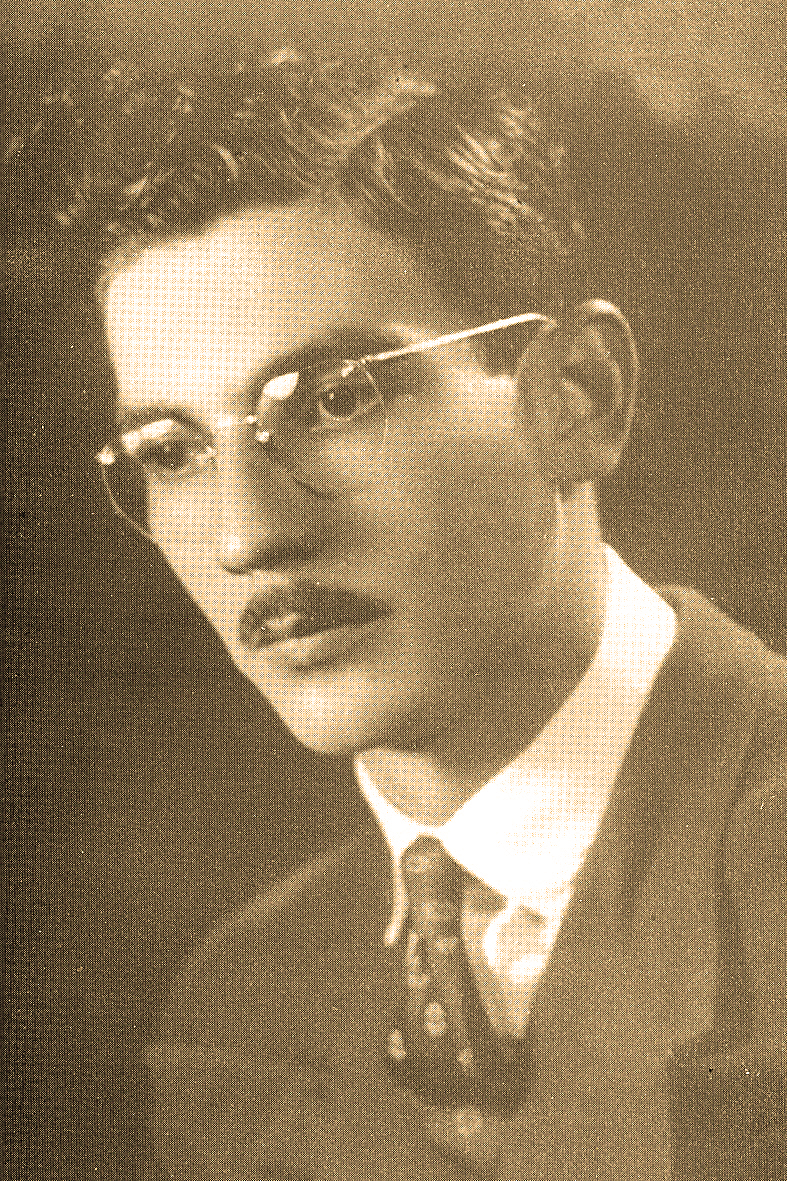
Hugo Lindo

Hugo Lindo Olivares (* 13. Oktober 1917 in La Unión; † 9. September 1985 in San Salvador) war ein salvadorianischer Schriftsteller, Diplomat und Politiker.

## Leben
Lindo studierte Jura und Sozialwissenschaften an der Universidad de El Salvador und schloss das Studium 1948 mit dem Doktorgrad ab. Seine Dissertation wurde mit einer Goldmedaille ausgezeichnet. Er unternahm als Diplomat 1947 eine Reise nach Korea und war von 1952 bis 1959 Botschafter in Chile und danach bis 1960 in Kolumbien. 1961 wurde er Minister für Erziehung. Diese Position gab er auf und übernahm die Leitung des Büros für kulturelle Angelegenheiten der Organización de Estados Centroamericanos. Von 1969 bis 1972 war er salvadorianischer Botschafter in Spanien, von 1979 bis 1985 Dekan der Fakultät der Schönen Künste an der Universidad Dr. José Matías Delgado.
Als Schriftsteller wurde Lindo mit Gedichten, Kurzgeschichten und Romanen zu einer zentralen Figur der salvadorianischen Literaturszene. Er wurde zum Mitglied der Academia Salvadoreña de la Lengua gewählt und war korrespondierendes Mitglied der Akademien in Spanien, Chile, Kolumbien und Honduras.
Der Lyriker, Erzähler, Dramatiker und Essayist Ricardo Lindo Fuentes war ein Sohn Lindos.

## Werke
- Poema eucarístico y otros, 1943
- Sinfonía sin límites, 1953
- Trece instantes, 1959
- Navegante río, 1963
- Solo la voz, 1968
- Maneras de llover, 1969
- Justicia, Señor Gobernador, 1960
- Cada día tiene su afán, 1965
- Yo soy la Memoria 1983